# Costel Pantilimon
Costel Fane Pantilimon (* 1. Februar 1987 in Bacău) ist ein rumänischer ehemaliger Fußballtorhüter.

## Karriere
Pantilimon begann seine Karriere in der Jugendmannschaft des CS Aerostar Bacău, von wo er 2006 zum FC Timișoara wechselte. Sein Debüt in der höchsten rumänischen Spielklasse gab er am 16. Dezember 2007 gegen den CFR Cluj, als er zur Halbzeit für Marius Cornel Popa eingewechselt wurde. Das Spiel endete 1:0. In der nächsten Saison wurde er zum Stammtorhüter, wobei er auch zum ersten Mal für die Nationalmannschaft Rumäniens einberufen wurde.
Im Freundschaftsspiel gegen Georgien gab Pantilimon sein Debüt, als er zur Halbzeit für Bogdan Lobonț eingewechselt wurde. Rumänien gewann das Spiel 2:1. Seit September 2010 ist er Stammtorhüter der Nationalmannschaft und steht mit Ciprian Tătărușanu im Duell um die Nummer eins.
Sein Debüt auf internationaler Klubebene gab Pantilimon am ersten Spieltag des UEFA-Pokals 2008/09 im Hinspiel gegen Partizan Belgrad, das mit 1:2 verloren wurde; der FC Timișoara schied nach der ersten Runde aus. In der Spielzeit 2010/11 wurde er mit seinem Team Vizemeister hinter Oțelul Galați.
Im August 2011 wurde Pantilimon für ein Jahr von Manchester City ausgeliehen. Obwohl er nur ein einziges Ligapokalspiel bestritt, nutzte Manchester City bereits im Februar 2012 die Kaufoption von drei Millionen Pfund. Sein Vertrag lief bis zum Jahr 2016. Am 2. November 2013 gab er sein Ligadebüt für die Citizens. Aufgrund schwacher Leistungen von Stammtorhüter Joe Hart wurde Pantilimon vorübergehend zur Nummer 1 benannt.
Im Sommer 2014 wechselte Pantilimon zu Ligakonkurrent AFC Sunderland. Dort löste er Anfang November 2014 Vito Mannone als Stammkraft im Tor ab. Am 19. Januar 2016 wechselte Pantilimon zum Aufsteiger FC Watford, bei dem er bisher nur in vier Pokalspielen zum Einsatz kam, aber im Halbfinale gegen Crystal Palace F.C. ausschied. Als Stellvertreter von Heurelho Gomes sitzt er meist auf der Ersatzbank.
Bei der Fußball-Europameisterschaft 2016 in Frankreich wurde er in das rumänische Aufgebot aufgenommen. Er bekam zwar die Nummer 1, war aber nur Ersatztorhüter und kam in den drei Turnierspielen der Mannschaft bis zum Ausscheiden nicht zum Einsatz.
Zur Saison 2017/18 wurde Pantilimon an den spanischen Erstligisten Deportivo La Coruña ausgeliehen für den er sechs Ligaspiele bestritt, ehe die Ausleihe vorzeitig beendet wurde und der 31-Jährige an den englischen Zweitligisten Nottingham Forest verliehen wurde.
Am 3. Juli 2018 gab Forest die Verpflichtung Pantilimons auf fester Vertragsbasis bekannt. In der Winterpause der Saison 2019/20 wurde er an den zyprischen Erstligisten Omonia Nikosia verliehen und konnte dort, aufgrund der COVID-19-Pandemie, lediglich sechs Ligaspiele absolvieren.
Für die darauffolgende Saison 2020/21 wechselte Pantilimon zum türkischen Erstligisten Denizlispor. Im Anschluss beendete er seine Karriere.

## Erfolge
- Rumänischer Vizemeister: 2009, 2011
- Englischer Meister: 2012, 2014
- FA Community Shield: 2012
- League Cup: 2014